# Seconda guerra del Nagorno Karabakh
La seconda guerra nel Nagorno-Karabakh è stato un conflitto armato tra le forze azere e quelle armene per il controllo della regione caucasica del Nagorno Karabakh. Le prime attività belliche ebbero inizio la mattina del 27 settembre 2020 lungo la linea di contatto dell'Artsakh.
In risposta agli attacchi, l'autoproclamata Repubblica dell'Artsakh e l'Armenia introdussero la legge marziale e la mobilitazione generale, mentre l'Azerbaigian solamente la legge marziale e il coprifuoco.
Dopo quarantaquattro giorni di aspri combattimenti, la sera del 9 novembre i rappresentanti dell'Armenia e dell'Azerbaigian, tramite la mediazione del presidente russo Vladimir Putin, firmarono un cessate il fuoco per consentire lo scambio di prigionieri e quello dei caduti, valido dalle 00:00 ora di Mosca (le 01:00 ore locali) del 10 novembre 2020, quarantacinquesimo giorno di guerra.

## Antefatti
Gli scontri sono parte della controversia riguardante la regione caucasica del Nagorno Karabakh abitata da una maggioranza armena, riconosciuta internazionalmente come parte dell'Azerbaigian, ma sotto il controllo della Repubblica dell'Artsakh. Il 20 febbraio 1988 la votazione del soviet dell'Oblast' Autonoma del Nagorno Karabakh per l'unione della regione con la RSS Armena acuì la tensione fra armeni e azeri e determinò negli anni a seguire violenti scontri etnici. 
Lo scontro crebbe ulteriormente quando il Nagorno Karabakh, approfittando dell'uscita della RSS Azera dall'URSS e della legge esistente concernente le norme che regolavano la secessione delle repubbliche, dichiarò la propria indipendenza, che si concretizzò formalmente il 6 gennaio 1992 dopo lo svolgimento di un referendum confermativo ed elezioni politiche.
Il 30 gennaio 1992 scoppiò la prima guerra del Nagorno Karabakh che durò fino al 1994, quando i diversi stati belligeranti firmarono l'Accordo di Biškek. L'accordo impose un cessate il fuoco, senza portare ad una risoluzione effettiva della controversia, lasciando la regione sotto il controllo armeno.
Nei decenni successivi ci furono diverse violazioni dell'accordo di Biškek lungo il confine tra l'Armenia e l'Azerbaigian: in particolare la guerra dei quattro giorni del 2016 e gli scontri del luglio 2020 avvenuti sulla linea di confine tra Armenia e Azerbaigian, nel corso dei quali vennero uccisi tra gli altri il generale Polad Həşimov e il colonnello İlqar Mirzəyev.
Il 29 luglio 2020 l'Azerbaigian iniziò una serie di esercitazioni militari che durarono fino al 10 agosto, riprendendoli all'inizio di settembre con l'aiuto dell'esercito turco. Nello stesso mese anche l'Armenia iniziò una serie di esercitazioni militari nella Federazione Russa.
Nei giorni immediatamente prima dell'inizio delle azioni militari ci furono segnalazioni secondo cui la Turchia trasferì i soldati dell'Esercito Nazionale Siriano della divisione Hamza in Azerbaigian, mentre secondo le fonti turche furono i membri dell'YPG e del PKK ad essere stati trasferiti nel Nagorno Karabakh con l'ordine di addestrare le milizie armene.

## Scontri

### 27 settembre
Secondo la presidenza della repubblica dell'Artsakh, i primi contatti militari ebbero inizio alle 08:03 del 27 settembre quando l'esercito azero effettuò alcuni attacchi missilistici e aerei diretti verso paesi e città, compresa la capitale Step'anakert. Al contrario, le autorità azere risposero dichiarando che l'esercito stava effettuando una controffensiva dopo l'attacco avvenuto alle 06:00 da parte delle forze armate armene. La tesi della controffensiva azera in risposta a un attacco armeno fu presto smentita dai fatti: la circostanza che l'attività militare dell'Azerbaigian interessava l'intera linea di contatto nonché il potente dispiegamento di uomini e mezzi evidenziano che non si trattò di una "rappresaglia" ma di un attacco pianificato accuratamente nei mesi precedenti. In risposta all'attacco azero, la repubblica dell'Artsakh introdusse la legge marziale e la mobilitazione totale della popolazione maschile. Nel pomeriggio anche l'Azerbaigian introdusse la legge marziale con un coprifuoco valido per le città principali.
Nel pomeriggio il ministero della Difesa azero annunciò la riconquista di sette villaggi nel Nagorno-Karabakh, seppur il corrispettivo karabakho negò le conquiste relegando la dichiarazione a mera propaganda. Ulteriori dichiarazioni di conquiste azere arrivarono nel pomeriggio, tutte smentite dalla controparte armena che, per contro, pubblicò video con distruzioni di equipaggiamento azero.
Organi governativi iraniani segnalarono che, a causa degli scontri, il villaggio Khalaf Beygluy-e Sofla sito nella contea di Khoda Afarin era risultato il bersaglio di proiettili azeri, senza provocare danni economici o umani.

### 28 settembre
I combattimenti continuarono durante la notte del 28 settembre che risultarono nell'attacco effettuato alle 08:00 contro la città azera di Tərtər. Il Ministero degli Affari Esteri azero informò che l'esercito armeno aveva iniziato a prendere di mira località civili in modo intenzionale. Il presidente dell'Artsakh dichiarò che durante gli scontri della mattinata, l'esercito armeno aveva ripreso il controllo di alcuni territori precedentemente catturati dall'Azerbaigian. L'Azerbaigian risposte a queste dichiarazioni annunciando delle importanti vittorie presso la città di Talish.
Nel pomeriggio l'esercito azero si concentrò nell'eliminare i pezzi di artiglieria che miravano alle città, causando la distruzione di gran parte dell'equipaggiamento e il ritiro delle forze armene dalle loro posizioni. Gli scontri continuarono anche nella sera e nella notte con una controffensiva armena in territorio azero che causò la conquista di alcuni villaggi.

### 29 settembre
L'esercito azero iniziò un attacco sulla città di Füzuli, controllata dall'Artsakh, distruggendo nelle operazioni quattro carri armati delle forze armene. Verso le 11:00, il ministero della difesa armeno informò che la base militare nella città armena di Vardenis era diventata bersaglio dell'artiglieria azera.
Nel pomeriggio gli scontri continuarono con la perdita di equipaggiamento da ambo le parti. In particolare l'esercito azero riuscì a respingere un attacco diretto alla città di Aşağı Veysəlli nel distretto di Füzuli, uccidendo parte dei soldati armeni.
La sera, verso le 18:00, il ministero della difesa armeno riportò la perdita di un proprio Su-25 ai comandi del maggiore pilota Valeri Danelin, deceduto nell’abbattimento operato da parte di un F-16 turco; il coinvolgimento bellico di Ankara fu negato sia dalle autorità azere sia dalle stesse autorità turche. Dopo la pubblicazione delle immagini dell'aereo armeno distrutto, le autorità azere affermarono che il pilota si fosse in realtà schiantato su un monte e che la Turchia non avesse responsabilità dell'incidente.

### 30 settembre
I combattimenti continuarono anche nella notte tra il 29 e il 30 settembre e il ministero della difesa azero pubblicò video che mostravano mezzi armati armeni venir distrutti. Lo stesso ministero annunciò verso le 08:30 che le forze armene stavano bombardando con l'aiuto dell'artiglieria la città di Tərtər, specificando due ore dopo che gli scontri avvenuti nel distretto omonimo erano risultati nell'accerchiamento delle forze armene.
Nel pomeriggio, sia il ministero azero sia quello armeno pubblicarono filmati nei quali l'equipaggiamento militare nemico veniva distrutto e l'esercito bombardato.

### 1º ottobre
Il ministero della difesa azero dichiarò che gli scontri si erano protratti anche nella notte; il corrispettivo karabakho dichiarò che la situazione era invece stabile. I due ministeri resero pubblici nel corso della giornata ulteriori filmati di distruzione di equipaggiamento avversario.
Alle 11 circa, il ministero della difesa azero rese noto che l'esercito armeno stava nuovamente bombardando la città di Tərtər utilizzando pezzi di artiglieria. Nel pomeriggio lo stesso ministero dichiarò che i distretti di Cəbrayıl e di Füzuli fossero sotto attacco dall'artiglieria sita a Goris, in Armenia. Gli attacchi armeni divennero più precisi, colpendo poi le città di Çocuq Mərcanlı e di Horadiz. Nella notte il ministero armeno segnalò attacchi azeri contro le città di Shatvan e di Mets Masrik, con l'uccisione di un civile.
I giornali iraniani segnalarono che un razzo azero aveva colpito nuovamente la contea di Khoda Afarin.

### 2 ottobre
Secondo il ministero della difesa azero, i combattimenti continuarono anche durante la notte culminanti con la cattura azera dei monti intorno alla città di Suqovuşan in Artsakh. Lo stesso ministero informò nella mattinata che alcune città del distretto di Ağdam erano bersaglio dell'artiglieria armena.
Nel pomeriggio, verso le 12:40, il ministero della difesa azero segnalò altri attacchi indiretti: bersaglio questa volta fu la città di Quzanlı, presa di mira con razzi sparati dal Nagorno-Karabakh utilizzando gli OTR-21 Točka; l'attacco missilistico fu negato dai vertici armeni. Secondo il ministero azero, gli attacchi armeni, tramite artiglieria o lanciarazzi, continuarono per tutto il pomeriggio; essi erano rivolti verso Əmirli, Ağdam, Tərtər, Shikharkh e Soğanverdilər.

### 3 ottobre
Secondo il ministero della difesa azero durante la notte il fronte era rimasto teso, mentre il corrispettivo armeno segnalò lo svolgimento di combattimenti a nord e a sud. Alle 10:40 circa, il ministero azero segnalò che le città Səhləbad, Qazyan, Qapanlı, Qaynaq, Əskipara e Hüsənli nel distretto di Tərtər insieme a Ayaq Qərvənd, İmamqulubəyli, Qaradağlı e Təzəkənd nel distretto di Ağdam, insieme a Muğanlı, Qiyaməddinli e Rəncbərlər nel distretto di Ağcabədi con Tap Qaraqoyunlu nel distretto di Goranboy erano state bersaglio durante la notte dell'artiglieria armena che mirava a distruggere le infrastrutture civili.
Nella sera il ministero armeno annunciò che l'Azerbaigian possedeva ora il controllo di alcune città quali Mataghis, Talish, Mehdili e Çaxırlı, controllate precedentemente dalla repubblica di Artsakh.

### 4 ottobre

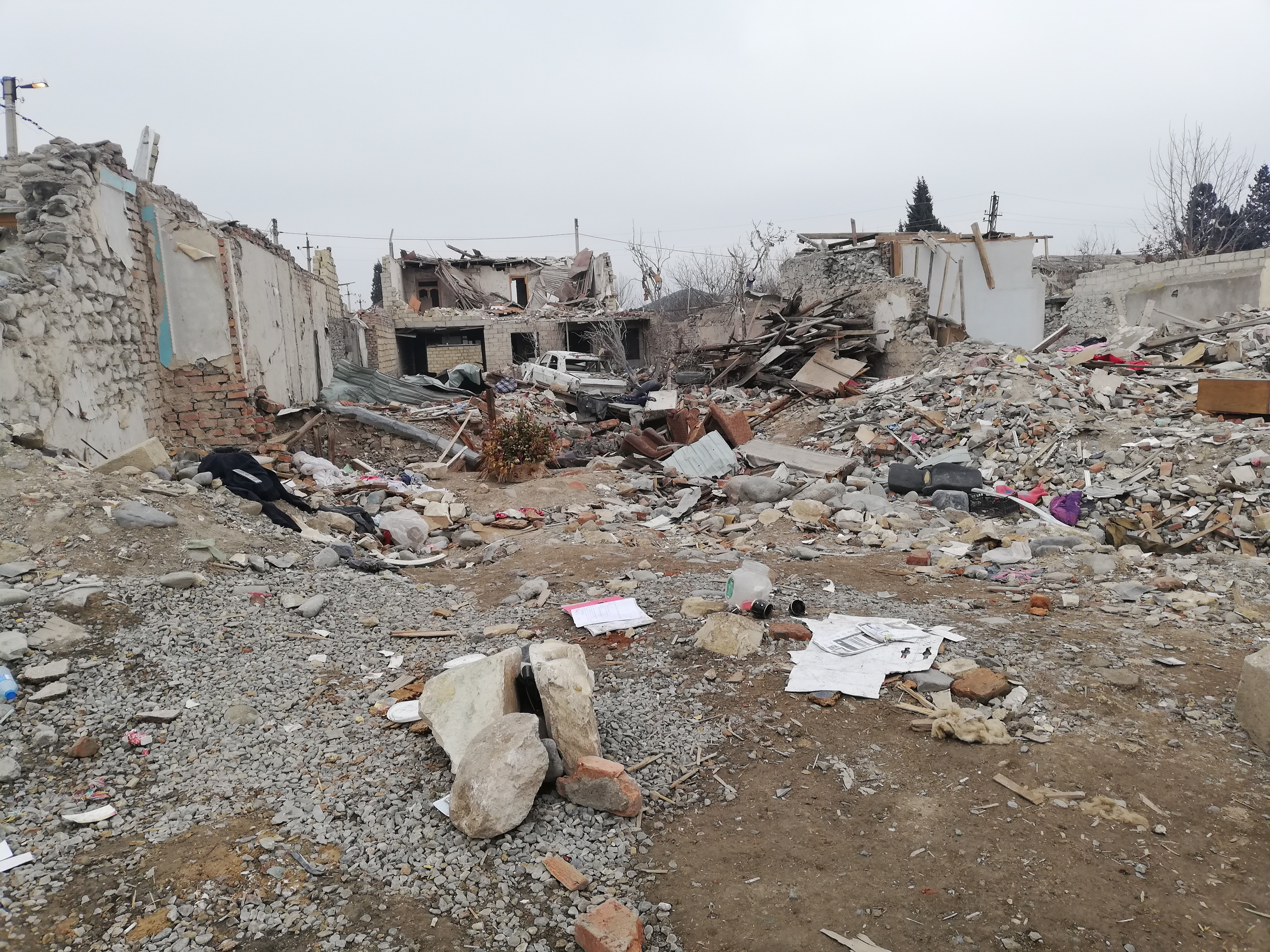
Distruzione a Gəncə dopo gli attacchi armeni alla città.

Nella mattina il ministero azero informò che le città sotto il fuoco dell'artiglieria armena continuavano ad essere attaccate, con Gəncə che si era ritrovata sotto bombardamento aereo. L'Armenia negò la responsabilità per il bombardamento di Gəncə, ma le autorità karabakhe affermarono che erano stati i suoi alleati a colpire la città, affinché fosse distrutta la base militare all'Aeroporto Internazionale; le autorità azere riferirono che queste erano false informazioni. I mezzi di comunicazione russi e anche il direttore dell'aeroporto confermarono che l'aeroporto, chiuso da marzo a causa della pandemia di COVID-19, era stato colpito.
Nel pomeriggio, verso le 14:00, le autorità azere dichiararono di aver ferito il presidente karabakho Arayik Harutyunyan, in visita quella mattina al fronte, nel suo bunker; le affermazioni furono negate dall'Artsakh. Verso le 17:00 il presidente azero Aliyev annunciò che l'Azerbaigian deteneva ora il controllo di Mekhakavan, Karxulu, Şükürbəyli, Yuxarı Maralyan, Çərəkən, Daşgəsən, Horovlu, Mahmudlu e Cəfərabad, tutte nel distretto di Jabrayil controllato dalla repubblica di Artsakh.
Nella notte, verso le 22:40, il ministero della difesa azero accusò le forze armene e karabakhe di aver attaccato Tərtər e Mingəçevir tramite l'utilizzo di razzi; sia le autorità armene che karabekhe negarono l'attacco. Gli attacchi indiretti continuarono e le autorità azere riferirono che l'Armenia aveva lanciato dei missili diretti nei distretti di Abşeron e Xızı.

### 5 ottobre
Secondo il ministero della difesa armeno le forze azere avevano dato inizio nella notte una controffensiva nel settentrione. Gli attacchi indiretti iniziati il giorno prima tramite l'utilizzo di razzi e missili continuarono anche durante la mattina e il pomeriggio del 5 ottobre: le autorità azere denunciarono che Ganjga era ancora sotto bombardamento armeno, insieme ad altre città quali Tərtər e Horadiz.
Verso la sera il presidente azero Əliyev annunciò ulteriori vittorie belliche con la conquista di Şıxalıağalı, Sarıcalı e Məzrə tutte nel Distretto di Cəbrayıl, mentre le autorità armene dichiararono che la loro fosse una "ritirata strategica".

### 6 ottobre
I combattimenti continuarono durante la notte con il ministero della difesa azero che annunciò di avere "la piena superiorità militare" sull'intero fronte. Un rappresentante karabakho affermò, al contrario, che il fronte e la situazioni erano stabili seppur tese.
Verso mezzogiorno le autorità azere denunciarono la distruzione di un edificio scolastico nel distretto di Ağdam, bersaglio dei razzi armeni. I bombardamenti armeni continuarono nell'intero pomeriggio e verso le 22:30 di sera le autorità azere dichiararono di aver fermato un attacco missilistico diretto verso l'oleodotto Baku-Tbilisi-Ceyhan; subito dopo il ministero della difesa armeno negò di aver "preso di mira le infrastrutture petrolifere e del gas", pur confermando i bombardamenti diretti verso Tərtər.

### 7 ottobre
Verso le 10:00 il ministero della difesa azero annunciò che le forze armate detenevano il controllo sull'intero distretto di Cəbrayıl, in pieno territorio karabakho e pubblicò dei filmati che mostrava l'esercito azero mentre entrava in Şükürbəyli. In risposta alle recenti conquiste, l'artiglieria armena bombardò i villaggi nei distretti di Tərtər, Bərdə, Ağdam, Ağcabədi, Füzuli, nonché di Cəbrayıl. Verso mezzogiorno il ministero azero segnalò ulteriori conquiste territoriali, mentre il corrispettivo armeno accusò l'Azerbaigian per il lancio di missili verso Step'anakert. Nella sera le forze armene riuscirono a riconquistare alcuni territori perduti nella giornata.

### 8 ottobre
Gli scontri continuarono durante la notte e secondo il ministero della difesa armeno il fronte era stato stabile seppur teso. Durante la giornata ulteriori città azere furono bersaglio dei missili armeni. In risposta agli attacchi armeni, l'Azerbaigian iniziò una serie di bombardamenti che colpirono, secondo fonti armene e russe, anche la Cattedrale del Cristo Salvatore di Ġazančec'oc'. Il ministro della difesa azero negò comunque ogni responsabilità.
Verso le 15:00 il ministero della difesa armeno annunciò che le forze armate karabakhe stavano respingendo continui attacchi azeri. Il ministero azero segnalò ulteriori bombardamenti rivolti ai villaggi nei distretti di Goranboy, Tartar e Ağdam e nella sera pubblicò ulteriori video che mostravano la distruzione di equipaggiamento avversario.

### 9 ottobre
Secondo il ministero della difesa karabakho, durante la notte il fronte era stato stabile seppur teso. Secondo il ministero azero i distretti di Goranboy, Tǝrtǝr, Bərdə e Ağdam furono nuovamente bersaglio dei bombardamenti armeni; anche i bombardamenti missilistici azeri verso Step'anakert continuarono. Lo stesso ministero pubblicò un filmato che mostrava le truppe azere mentre viaggiavano nel distretto di Cəbrayıl, dopo averne riconquistati i territori.
Nel pomeriggio, verso le 14:00, il ministero della difesa armeno diramò un comunicato in cui accusava l'Armenia di aver bombardato due moschee, una nel distretto di Beyləqan e l'altra a Gəncə. Verso le 17:00 il presidente azero Ilham Aliyev annunciò la conquista di Hadrowt' e i villaggi di Çaylı, Yuxarı Güzlək, Gorazıllı, Qışlaq, Qaracallı, Əfəndilər, Sor e Süleymanlı. La conquista di Hadrowt' fu però negata dal ministero della difesa karabakho che pubblicò un video, in cui si vedevano alcuni soldati guidare in città.

### 10 ottobre
Prima delle 04:00 locali del 10 ottobre, il ministro degli affari esteri Sergej Lavrov annunciò che i corrispettivi armeno ed azero avevano concordato un cessate il fuoco per motivi umanitari dopo 10 ore di trattative a Mosca. Le ostilità cessarono ufficialmente alle 12:00 locali: si iniziarono immediatamente lo scambio dei prigionieri e il recupero dei cadaveri delle persone uccise facilitato dal Comitato internazionale della Croce Rossa.
Dopo l'entrata in vigore del cessate il fuoco, sia l'Armenia sia l'Azerbaigian si accusarono l'un l'altro di averlo violato.

### 11 ottobre
Alle 02:30 il ministero della difesa azero accusò l'Armenia di aver condotto un attacco missilistico utilizzando un SS-1 Scud contro la città Gəncə. Secondo le autorità azere il missile fu lanciato da Berd, in Armenia, che uccise nell'impatto 10 persone ferendone altre 33. L'attacco fu negato dalle autorità armene, ma fonti terze confermarono il lancio del missile. Il ministero azero continuò anche durante la giornata ad accusare l'Armenia di aver violato il cessate il fuoco mediante bombardamenti rivolti ai villaggi.

### Successivo andamento del conflitto
Il prosieguo del conflitto, nelle due settimane centrali, ha visto la progressiva avanzata delle truppe azere sostanzialmente su due direttrici: nel settore meridionale verso ovest (ovvero verso il confine con l'Armenia) e sempre da sud verso nord con l'obiettivo della conquista di Shushi, obiettivo strategico e di prestigio.
Nonostante l'iniziale conquista armena cade la città di Hadrut ed è questo il segnale che l'azione degli azeri non è solo mirata alla conquista dei distretti al di fuori dell'originaria Oblast' Autonoma del Nagorno Karabakh ma anche del territorio che di essa faceva parte. Si segnalano episodi di crudeltà verso civili rimasti nelle proprie abitazioni..
Il giorno 18 ottobre viene concordata una nuova tregua umanitaria che come la precedente durerà lo spazio di poche ore. Proseguono i combattimenti nella parte nord orientale dell'Artsakh e lungo la catena dei monti Mrav con incursioni di soldati azeri che scendono dal passo Omar verso la zona di Kəlbəcər ingaggiando violenti combattimenti con il nemico.
Nella ridda di comunicati di propaganda dei rispettivi comandi militari, si riesce tuttavia a comprendere come il fronte della battaglia si stia progressivamente spostando verso il cuore della regione. Una volta occupata tutta la porzione sud lungo il fiume Araks che segna il confine con l'Iran, gli azeri cominciano a risalire verso nord la valle del Vorotan con l'obiettivo di raggiungere la strada che congiunge Goris (Armenia) a Stepanakert e così tagliare i rifornimenti alla capitale e al tempo stesso attaccare Shushi da nord.
Battaglie si svolgono nella regione di Martuni ma il capoluogo resiste così come l'importante strada che dal sud (villaggio di Karmir Shuka) conduce a Stepanakert. Gli azeri avanzano da sud verso Shushi mentre gli armeni denunciano impiego di armi proibite (bombe al fosforo) lanciate nelle foreste dove si erano rifugiati molti residenti in fuga dai villaggi. Si intensificano i bombardamenti azeri su tutte le città e in particolare su Martuni e Stepanakert.
Le ultime due settimane di conflitto evidenziano l'avanzata azera che sfrutta la superiorità tecnologica dei droni di fabbricazione turca e israeliana per annientare le retrovie armene. I combattimenti raggiungono la strada per Shushi e infuriano anche a sud verso la gola di Hunot. Martuni è sotto assedio ma resisterà e così la porzione settentrionale della regione di Hadrut. La battaglia di Shushi con la annunciata conquista azera infligge il colpo definitivo alle speranze armene di difesa. Già dai primi di novembre quasi tutta la popolazione civile scappa dall'Artsakh temendo che anche la capitale Stepanakert cada.
L'accordo di tregua del 9 novembre pone fine alle ostilità.

## Conseguenze del conflitto
Oltre ai distretti extra oblast, conquistati militarmente o ceduti per l'accordo di tregua, gli azeri hanno occupato:
- la porzione nord orientale dell'Artsakh (villaggi di Talish e Mataghis) facenti parte della regione di Martakert
- alcuni villaggi nella parte più meridionale della regione di Askeran
- quasi tutta la regione di Hadrut
- una porzione a sud della regione di Martuni
- circa metà della regione di Shushi compreso il suo capoluogo

## Coinvolgimento internazionale

### Volontari armeni della diaspora e milizie curde
Prima dell'inizio dei combattimenti, fonti turche segnalarono che soldati dell'YPG e del PKK provenienti dalla Siria e dall'Iraq erano stati trasferiti in Nagorno-Karabakh per addestrare le milizie armene che avrebbero poi combattuto contro l'esercito azero. Il 30 settembre ulteriori fonti segnalarono che circa 300 combattenti del PKK erano arrivati nella regione contesa passando per il territorio iraniano. Però, secondo The Washington Post, le fonti non sarebbero del tutto attendibili poiché già in passato la Turchia aveva fornito informazioni controverse riguardanti le attività dei due gruppi di mercenari. Secondo un giornalista di The Jerusalem Post, le informazioni fornite dal Daily Sabah, quotidiano con posizioni vicine al governo turco, sul coinvolgimento dei due gruppi miliziani, erano state create ad-hoc per permettere alla Turchia di segnalare il PKK come un gruppo armato che stava minacciando la sicurezza dello stato, e di conseguenza intervenire direttamente nel conflitto; lo stesso giornalista fece notare che un metodo simile era stato utilizzato dal governo turco per attaccare la Siria e l'Iraq del nord.
Il 28 settembre il ministero della difesa azero segnalò che tra le vittime armene si trovavano anche soldati appartenenti a milizie di armeni dalla Siria e da altre regioni del Medio Oriente. Lo stesso giorno il Ministero della difesa nazionale turco diffuse un comunicato in cui chiedeva alle autorità armene di "rimandare indietro i mercenari e i terroristi provenienti dall'estero". Anche l'Osservatorio siriano per i diritti umani segnalò che siriani di origine armena erano stati trasferiti in Armenia per combattere contro l'Azerbaigian. Il 5 ottobre le autorità azere accusarono nuovamente l'Armenia di aver assoldato milizie straniere, affermando di aver ottime prove per asserire che i miliziani erano armeni provenienti dal Medio Oriente, in particolare dalla Siria e dal Libano, ma anche dalla Russia, dalla Georgia, dalla Grecia e dagli Emirati Arabi Uniti.

### Russia e Iran
Durante il conflitto, i mezzi di comunicazione azeri e iraniani segnalarono che equipaggiamento russo era trasportato in Armenia attraverso l'Iran. Il 29 settembre il Ministero degli affari esteri iraniano negò queste affermazioni. In supporto alle accuse mosse, il governo azero pubblicò alcuni filmati che mostravano l'equipaggiamento russo trasportato attraverso l'Iran.
L'Iran riaffermò la propria estraneità nella guerra anche durante la telefonata avvenuta con il capo di stato maggiore iraniano Mahmoud Vaezi e il ministro dell'economia azero Shahin Mustafayev. Il capo di stato maggiore disse che le accuse mosse dai mezzi di comunicazione erano create per indebolire le relazioni bilaterali tra i due stati. I mezzi di comunicazione statali iraniani giustificarono i rifornimenti russi diretti in Armenia dicendo che fossero stati precedentemente acquistati dallo stato.
Il 28 settembre, i mezzi di comunicazione russi segnalarono che una compagnia militare privata era pronta per combattere in Nagorno-Karabakh contro l'Azerbaigian. Il 1º ottobre Radio Free Europe, citando una fonte interna nel Gruppo Wagner, segnalò che i mercenari stavano già combattendo nella regione contesa; le affermazioni della radio furono negate dall'uomo d'affari Evgenij Prigožin, fondatore e proprietario del Wagner Group.

## Reazioni

### Reazioni internazionali
I rappresentanti di diverse nazioni, tra cui Albania, Canada, Francia, Georgia, Germania, Grecia, Iran, Italia, Polonia, Romania, Russia, Ucraina e Città del Vaticano hanno chiesto la cessazione delle attività belliche affinché fosse ristabilita la pace. La stessa richiesta è stata fatta anche dal presidente del Consiglio europeo Charles Michel, dal segretario generale delle Nazioni Unite António Guterres e dall'Organizzazione per la sicurezza e la cooperazione in Europa (OSCE).
Al contrario, i governi del Pakistan e della Turchia hanno espresso il loro sostegno all'Azerbaigian. La Turchia in particolare dichiara di essere pronta a sostenere l'Azerbaijan "con ogni mezzo", segnalando la disponibilità ad entrare attivamente nel conflitto, se le circostanze lo richiedessero.

## La fine delle ostilità

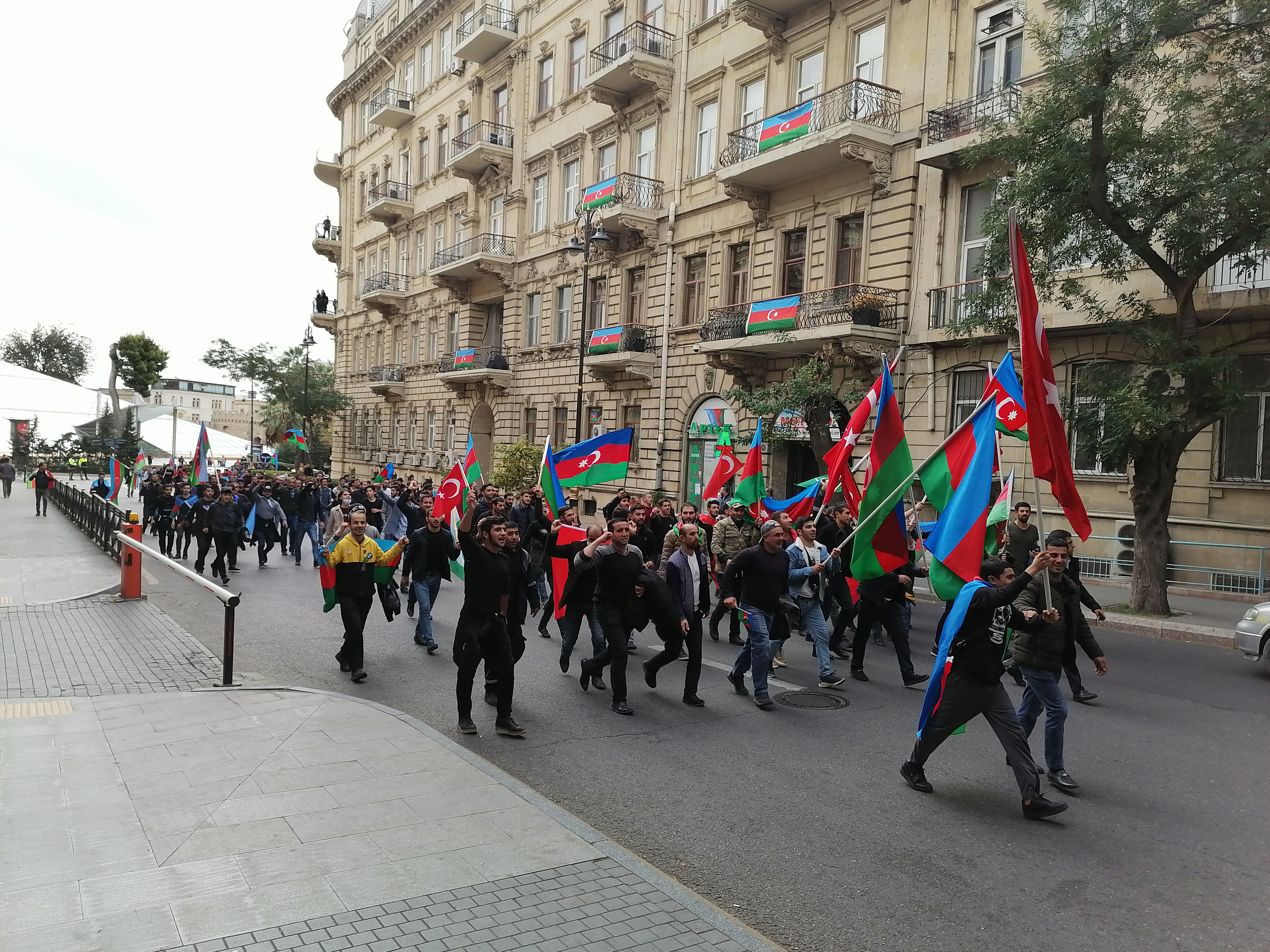
Celebrazioni a Baku, in Azerbaigian, dopo il trattato di pace.

In seguito alla conquista azera della città di Shushi il 7 novembre, e all’abbattimento sempre da parte azera di un elicottero MI-24R russo in territorio armeno il 9 novembre, la sera stessa viene firmato un accordo trilaterale per la cessazione delle ostilità da ambo le parti con effetto dalle h. 01:00 locali del 10 novembre, la mezzanotte di Mosca. L’Azerbaigian consolida la propria posizione nei territori riconquistati e ottiene alcune zone dell'Artsakh. La Russia si pone quale paese mediatore e manda 1960 militari, 90 mezzi corazzati da trasporto, 380 veicoli e materiali speciali della 15ª Brigata fucilieri motorizzata in qualità di forza per il mantenimento della pace (contraddistinte dalla sigla in cirillico: МС ovvero: Миротворческие силы) agli ordini del tenente generale Rustam Muradov con area di pertinenza suddivisa in due settori di: Zona di responsabilità "Nord", con sede a Martakert; e una Zona di responsabilità "Sud" con base a Step'anakert, dov'è collocato il quartier generale che comanda tutti i ventitré posti d'osservazione sparsi sul territorio. L’accordo prevede la presenza militare russa nella regione per cinque anni, più ulteriori cinque se nessuna delle parti comunicherà sei mesi prima della scadenza la propria contrarietà. L’Armenia è obbligata a ritirare le truppe da alcune regioni del Nagorno Karabakh.

### Annotazioni
1. ↑  Secondo la Francia[4], il SOHR[5], soldati dell'esercito nazionale siriano[6], capi politici[7] e l'Armenia[8]. La partecipazione è negata dall'Azerbaigian[9], dalla Turchia[10] e da altri capi della Coalizione nazionale siriana[7].
2. ↑  Vedere sezione Russia e Iran.